# Johann Heinrich Beck

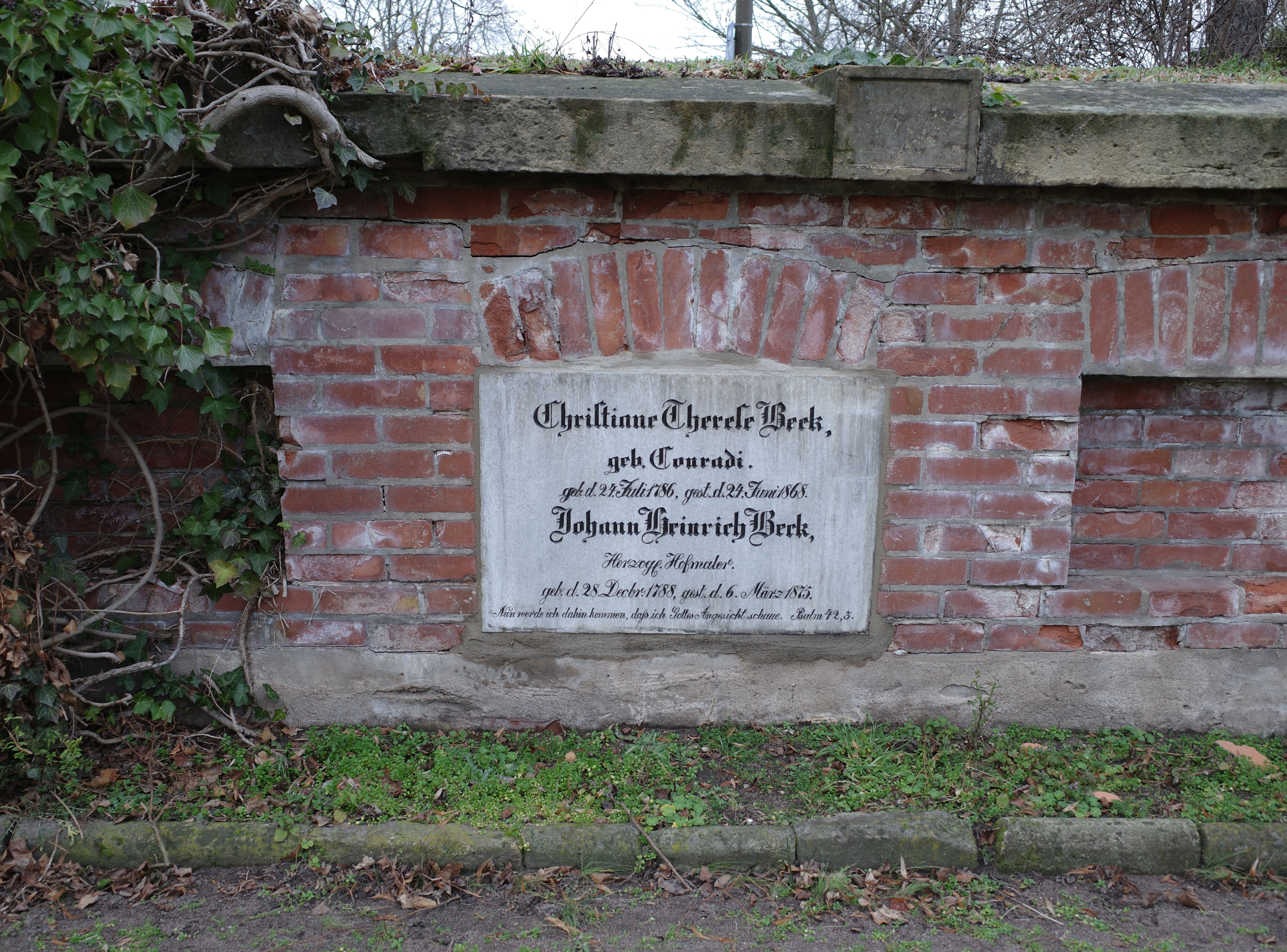
Ruhestätte auf dem Neuen Begräbnisplatz in Dessau

Heinrich Beck (* 18. Dezember 1788 in Dessau; † 6. März 1875) war ein deutscher Porträt- und Hofmaler. Er machte seine Ausbildung als Schüler von Ferdinand Hartmann und begann 1818 als Hofmaler und Konservator in Dessau. Für die Schlösser im Raum Dessau kopierte er eine Reihe von Gemälden alter Meister, außerdem gibt es in der Nikolaikirche in Zerbst ein dreiteiliges Altarbild Becks.